# Naked Lunch
Naked Lunch és una pel·lícula dramàtica surrealista de ciència-ficció del 1991 escrita i dirigida per David Cronenberg i protagonitzada per Peter Weller, Judy Davis, Ian Holm i Roy Scheider. És una adaptació de la novel·la homònima de William S. Burroughs del 1959, i una coproducció internacional de Canadà, Gran Bretanya i Japó.
La pel·lícula es va estrenar el 27 de desembre de 1991 als Estats Units per 20th Century Fox, i el 24 d'abril de 1992 al Regne Unit per First Independent Films. Va rebre crítiques positives per part de la crítica, però va ser una bomba de taquilla, aconseguint només 2,6 milions de dòlars d'un pressupost de 17-18 milions de dòlars a causa d'un llançament limitat. Va guanyar nombrosos premis, inclosa el Premi de la National Society of Film Critics al millor director i set Genie Awards, en particular el Millor pel·lícula. Naked Lunch s'ha convertit des d'aleshores en una pel·lícula de culte, aclamada pels seus elements visuals i temàtics surrealistes.

## Argument
William Lee -pseudònim de Burroughs en la seva primera novel·la, Junkie- és un exterminador de plagues que descobreix que la seva dona li està robant insecticida per drogar-se. Lee és arrestat i en la prefectura creu estar al·lucinant a causa d'una prolongada exposició a l'insecticida, atès que aquí coneix i escolta a un insecte gegant que, passant-se pel seu superior, li assigna la missió d'assassinar a la seva esposa (Joan Lee), ja que, segons l'insecte, és una agent d'una organització secreta anomenada Interzona. William Lee, en el seu intent per deslliurar-se de l'al·lucinació, escorxa l'insecte i ignora les seves instruccions.
Lee, preocupat per l'episodi, visita al doctor Benway per demanar-li ajuda professional en el seu intent per evitar recaure. Aquest li recepta llavors un medicament anomenat carn negra, que bloqueja a poc a poc l'efecte de l'insecticida. En tornar a casa, Lee troba a la seva dona en situacions íntimes amb Hank, un dels seus amics escriptors i, poc després, Lee dispara a la seva dona accidentalment mentre imitaven el número de Guillem Tell amb una pistola. En la seva fugida coneix a Kiki, un jove homosexual que al seu torn li presenta a una estranya criatura anomenada Mugwump, que li lliura un bitllet cap al país on opera Interzone, animant-lo a unir-se a aquesta institució, ja que després d'aquest assassinat ningú més podrà brindar-li ajuda. Posteriorment, Lee aconsegueix en una casa d'empenyoraments una vella màquina d'escriure (anomenada Clark Nova, per la seva marca) a canvi de la pistola amb la qual va matar a la seva esposa i les bales.
Havent complert sense voler la seva “missió”, Lee fuig a Interzona i passa temps escrivint informes del que esde vé al seu voltant. Allí, la màquina d'escriure Clark Nova que Lee usa es revela com una criatura vivent amb aparença d'escarabat, que acostuma a aconsellar-li sobre la seva missió. Des del començament de la seva estada en aquell nou país coneix a Hans, qui li ofereix subministraments de carn negra. Aquí també coneix a Tom Frost i a Joan Frost, de qui s'enamora quan la veu, encara que més endavant és Clark Nova qui li demana seduir-la per obtenir informació d'ella sobre la veritat després d'Interzona. Després de diversos successos que inclouen intercanvis i motins de màquines d'escriure entre el senyor Frost i Lee, aquest últim acaba sense posseir cap màquina amb la qual treballar com a informant, per la qual cosa, en retrobar-se amb Kiki, l'ajuda a aconseguir una màquina d'escriure nova.
Per a arribar al fons de tot, Lee descobreix en la seva “missió final” que la carn negra, el medicament que li van donar abans d'iniciar el seu viatge, és en realitat la droga que inicia totes les al·lucinacions per les quals ha passat, així que decideix localitzar al doctor Benway, qui li va proporcionar la substància per primera vegada, i per això visita juntament amb Kiki la mansió d'Yves Cloquet. Aquí es desenvolupa una de les escenes més esgarrifoses de la pel·lícula, perquè Lee implícitament li ofereix el cos del jove Kiki a Cloquet a canvi de més informació, de manera que Cloquet li revela que Fadela i el doctor Benway sempre caminen junts i que per a veure'l a ell, primer ha de localitzar-la a ella.
Clark Nova, la màquina d'escriure, li diu on trobar Fadela abans d'avariar-se per complet. Finalment, Lee visita un recinte que aparentment és la base principal d'Interzona en aquest país (una fàbrica de drogues), on troba una vegada més a Hans i a diverses persones més retingudes sota l'efecte d'una droga líquida produïda per centenars de criatures encadenades iguals a Mugwump. Lee també troba a Joan Frost, però segueix frenèticament esclavitzada com a informant. Finalment, Lee descobreix que Fadela i el doctor Benway són la mateixa persona. El doctor Benway l'aplaudeix que hagi arribat tan lluny i li pregunta què voldria a canvi de continuar treballant per ell en una altra missió a l'estranger, i Lee contesta que desitja alliberar a Joan Frost, petició a la que Benway accedeix.
En l'última escena es veu com Lee arriba juntament amb Joan Frost a la frontera del nou país al que l'envien, però, després de ser detingut per dos oficials de frontera, Lee intenta reproduir el mateix espectacle de Guillem Tell que solia realitzar amb la seva antiga esposa i novament falla, assassinant sense voler Joan Frost davant dels oficials de policia.

## Repartiment
- Peter Weller com a William Lee.
- Judy Davis com a Joan Frost/Joan Lee.
- Ian Holm com a Tom Frost.
- Julian Sands com a Yves Cloquet.
- Roy Scheider com el doctor Benway.
- Monique Mercure com a Fadela.
- Nicholas Campbell com a Hank.
- Michael Zelniker com a Martin.
- Robert A. Silverman com a Hans.
- Joseph Scoren com a Kiki.
- Yuval Daniel com a Hafid.
- John Friesen com a Hauser.
- Sean McCann com a O'Brien.
- Howard Jerome com a A.J. Cohen
- Peter Boretski com a Veus de lescriatures/Exterminador número 2.

## Producció

### Adaptació
El guió de Naked Lunch està basat no sols en la novel·la de Burroughs, sinó també en altres treballs seus, i en dades autobiogràfiques sobre la seva vida. Pot veure's com una adaptació metaficcional, en el sentit que descriu el procés d'escriptura de la pròpia novel·la. Alguns personatges estan vagament basats en persones que Burroughs va conèixer: Hank i Martin es basen en Jack Kerouac i Allen Ginsberg (que van ajudar a Burroughs a compilar els textos que donarien lloc a la novel·la), i Tom i Joan Frost en Paul i Jane Bowles de qui Burroughs es va fer amic a Àfrica.
La mort de Joan Lee està basada en la de Joan Vollmer (esposa de fet de Burroughs) en 1951. Burroughs va disparar a Vollmer, ocasionant-li la mort, mentre duien a terme (borratxos) el número de Guillem Tell en una festa en Mèxic, D. F.. Més tard fugiria dels Estats Units i seria declarat culpable "en absència" d'homicidi. La sentència, de dos anys de presó, va ser posteriorment suspesa. Burroughs va dir més tard que «mai s'hagués convertit en escriptor de no ser per la mort de Joan».

### Música
La banda sonora està composta pel compositor bàsic de Cronenberg, Howard Shore, i compta amb el músic de free jazz Ornette Coleman. La música de the Master Musicians of Jajouka led by Bachir Attar també apareix al llarg de la pel·lícula. L'ús de la composició de Coleman "Midnight Sunrise", gravada per al seu àlbum Dancing in Your Head, és rellevant, ja que l'autor William S. Burroughs va estar present durant la sessió d'enregistrament de 1973.

## Estrena

### Taquilla
Naked Lunch es va estrenar el 27 de desembre de 1991 en una estrena limitada de 5 cinemes, amb una recaptació de 64.491 $ el cap de setmana d'obertura. Va guanyar 2.641.357 dòlars a Amèrica del Nord.

### Recepció crítica
A Rotten Tomatoes la pel·lícula té una valoració del 70% basada en 37 crítiques, amb una valoració mitjana de 7/10. El consens diu: "Estranya, esfereïdora i de vegades incomprensible, Naked Lunch és, no obstant això, una experiència captivadora." A Metacritic, té una mitjana ponderada puntuació de 67 sobre 100 basada en les ressenyes de 16 crítics, que indica "crítiques generalment favorables".
Roger Ebert va donar a la pel·lícula dues estrelles i mitja sobre quatre i va escriure: "Tot i que l'admirava d'una manera abstracta, em vaig sentir repel·lit pel material a nivell visceral. Hi ha molta sequedat, aquí la mort i la desesperació, en una vida que gira sense alegria". Janet Maslin de The New York Times va escriure: "La major part d'això és una pel·lícula genial i fins i tot una pel·lícula fosca. entretinguda, almenys per al públic amb nervis d'acer, una predisposició cap al Sr. Burroughs i una voluntat de trobar-se amb el Sr. Cronenberg a mig camí", però va elogiar l'actuació de Weller: "El senyor Weller, demacrat i sense somriure, sembla exactament correcte i aporta una indiferència perfecta al seu diàleg desarmador". Richard Corliss de Time va fer una ressenya contradictòria, anomenant-la "molt colorida, maca, en un d'una manera repulsiva, amb els seus efectes especials esclatants, i domèstic en comparació amb la seva font." En la seva ressenya pel Washington Post, Desson Howe va criticar el que considerava una "manca de convicció".
Per a Newsweek David Ansen va escriure, "Òbviament, aquesta no és la tassa de te estranya de tothom: has de tenir gust per l'estètica del fàstic. Per a aquells que en tinguin l'atreviment, és una pel·lícula molt convincent". Entertainment Weekly va donar la pel·lícula una qualificació de "B+" amb Owen Gleiberman elogiant l'actuació de Weller: "Peter Weller, l'estrella amb cara de pòquer de RoboCop, saluda totes les estranyes al·lucinògenes amb una lamentable i realista inexpressió que es fa més agradable a mesura que avança la pel·lícula. L'acerat rostre de l'actor mai no ha estat més atractiu. Al final, ha convertit el fred protagonista de Burroughs, un home sense sentiments, en un heroi mordaçment commovedor".
En la seva ressenya per a The Village Voice, J. Hoberman va escriure: "Cronenberg ha fet una cosa remarcable. No sols ha creat un Burroughs dominant en alguna cosa que s'aproxima als termes de Burroughs, sinó que ha fet un retrat d'un escriptor estatunidenc". Jonathan Rosenbaum a la seva ressenya per Chicago Reader va escriure, "L'adaptació cinematogràfica altament transgressora i subjectiva de Naked Lunch de David Cronenberg"... pot ser "la" pel·lícula de capçalera més preocupant i fascinant des d'Eraserhead. També és fonamentalment una pel·lícula sobre l'escriptura, fins i tot "la" pel·lícula sobre l'escriptura".
L'estudiós de Burroughs, Timothy S. Murphy, va trobar que la pel·lícula era una adaptació confusa que reflecteix la ment de Cronenberg més que la novel·la: sent que la representació subversiva i al·legòricament política de Burroughs de les drogues i l'homosexualitat esdevé merament estètica. Murphy argumenta que les tècniques literàries de Burroughs situades socialment i políticament esdevenen a la pel·lícula només l'al·lucinació d'un addicte, i que utilitzant la vida del mateix Burroughs com a enquadrament narratiu, Cronenberg converteix en un fragment fragmentat, poc romàntic, novel·la amargament crítica i satírica en un bildungsroman.
La pel·lícula ha estat seleccionada per al llançament de Criterion Collection, una organització que llança Blu-rays i DVDs d'alta qualitat per a importants pel·lícules clàssiques i contemporànies.

### Reconeixements
Als 13ns Genie Awards, Naked Lunch va rebre 11 nominacions i es va percebre com una competició inusualment ajustada amb Léolo de Jean-Claude Lauzon. La pel·lícula també va competir per l'Ós d'Or al 42è Festival Internacional de Cinema de Berlín.
| Premis                           | Data de cerimònia      | Categoria                  | Receptor(s)                                                                               | Resultat  | Referències |
| -------------------------------- | ---------------------- | -------------------------- | ----------------------------------------------------------------------------------------- | --------- | ----------- |
| Boston Society of Film Critics   | 26 de desembre de 1991 | Millor guió                | David Cronenberg                                                                          | Guanyador | [ 20 ]      |
| Genie Awards                     | 22 de novembre de 1992 | Millor pel·lícula          | Gabriella Martinelli id Jeremy Thomas                                                     | Guanyador | [ 21 ]      |
| Genie Awards                     | 22 de novembre de 1992 | Millor direcció            | David Cronenberg                                                                          | Guanyador | [ 21 ]      |
| Genie Awards                     | 22 de novembre de 1992 | Millor guió adaptat        | David Cronenberg                                                                          | Guanyador | [ 21 ]      |
| Genie Awards                     | 22 de novembre de 1992 | Millor actor               | Peter Weller                                                                              | Nominat   | [ 21 ]      |
| Genie Awards                     | 22 de novembre de 1992 | Millor actriu secundària   | Monique Mercure                                                                           | Guanyador | [ 21 ]      |
| Genie Awards                     | 22 de novembre de 1992 | Millor direcció artística  | Carol Spier                                                                               | Guanyador | [ 21 ]      |
| Genie Awards                     | 22 de novembre de 1992 | Millor fotografia          | Peter Suschitzky                                                                          | Guanyador | [ 21 ]      |
| Genie Awards                     | 22 de novembre de 1992 | Millor disseny de vestuari | Denise Cronenberg                                                                         | Nominat   | [ 21 ]      |
| Genie Awards                     | 22 de novembre de 1992 | Millor banda sonora        | Howard Shore                                                                              | Nominat   | [ 21 ]      |
| Genie Awards                     | 22 de novembre de 1992 | Millor so                  | Peter Maxwell, Bryan Day, David Appleby and Don White                                     | Guanyador | [ 21 ]      |
| Genie Awards                     | 22 de novembre de 1992 | Millor edició de so        | Richard Cadger, Wayne Griffin, David Evans, Jane Tattersall, Andy Malcolm and Tony Currie | Guanyador | [ 21 ]      |
| National Society of Film Critics | 5 January 1992         | Millor pel·lícula          | Naked Lunch                                                                               | 2nd Place | [ 22 ]      |
| National Society of Film Critics | 5 January 1992         | Millor director            | David Cronenberg                                                                          | Guanyador | [ 22 ]      |
| National Society of Film Critics | 5 January 1992         | Millor guió                | David Cronenberg                                                                          | Guanyador | [ 22 ]      |
| National Society of Film Critics | 5 January 1992         | Millor actriu secundària   | Judy Davis                                                                                | 3rd Place | [ 22 ]      |
| National Society of Film Critics | 5 January 1992         | Millor fotografia          | Peter Suschitzky                                                                          | 2nd Place | [ 22 ]      |
| New York Film Critics Circle     | 12 January 1992        | Millor guió                | David Cronenberg                                                                          | Guanyador | [ 23 ]      |
| New York Film Critics Circle     | 12 January 1992        | Millor actriu secundària   | Judy Davis                                                                                | Guanyador | [ 23 ]      |